# Hypopta superba
Hypopta superba es una especie de polillas de la familia Cossidae. Fue descrita por Carlos Berg en 1882.
Se encuentra en Argentina, Bolivia, Paraguay y Brasil.